# آرادو آر ۲۴۰
آرادو آر ۲۴۰ (به آلمانی: Arado Ar 240) یک جنگنده سنگین چند منظوره دو موتوره دو سرنشین ساخت شرکت آرادو در آلمان بود. این هواگرد نخستین پرواز خود را روز ۲۵ ژوئن سال ۱۹۴۰ انجام داد اما ادامه توسعه آن در پی مشکلات اساسی در طراحی در مرحله پیش‌نمونه متوقف شد.

## طراحی و توسعه
آرادو آر ۲۴۰ (پروژه ایی ۲۴۰) بر مبنای سفارش وزارت هوانوردی رایش برای یک هواگرد دو موتوره پر سرعت ایجاد شد. به‌شکل همزمان، شرکت آگ‌اُ بر روی آاُ ۲۲۵ و شرکت مسرشمیت بر روی ام‌ایی ۲۱۰ بدین منظور کار می‌کردند. طرح هواگرد اواخر سال ۱۹۳۸ به وزارت هوانوردی ارائه گردید. شرکت آرادو روز ۲ آوریل سال ۱۹۳۹ سفارش اولیه برای سه پیش‌نمونه آزمایشی دریافت کرد. کار توسعه با راهبری والتر بلومه و ویلهلم فن نس صورت گرفت. پیش از آن که نخستین پیش‌نمونه آرادو به هوا برخیزد، سفارش به ده فروند افزایش یافت.
آر ۲۴۰ به صورت هواگرد تک‌باله بال‌میانی با دو موتور دایملر-بنتس دی‌ب ۶۰۱آ با توان ۱٬۰۷۵ اسب بخار (۸۰۲ کیلووات) و ملخ سه تیغه کاملاً قابل تنظیم طراحی شد. بخش مرکزی بال‌های مستطیل‌شکل و بخش بیرونی آن‌ها ذوزنقه‌شکل بود. ساختار بال‌ها دو تیرک اصلی داشت. برای ایحاد نیروی بالابری کافی، در تمامی لبه پشتی بال‌ها برآافزای نوع فولِر نصب و برای نخستین بار شپهرها در آن ترکیب شد. این ترکیب اختراع در حال ثبت آرادو بود. در دو پیش‌نمونه نخست لبه حمله بال‌ها هوازه خودکار داشت. چهار مخزن سوخت سوخت درون هر بال بود که مجموعا گنجایش ۲٫۳۰۰ لیتر داشتند. این مخازن به سامانه جدید خود مسدود کننده مجهز گشتند و با لایه‌های نازک‌تر، فضای بیشتری برای حمل سوخت فراهم شد. این مسئله کار نگهداری مخازن را سخت‌تر می‌کرد؛ بدین جهت قطعات بال قابل جداشدن طراحی گردید که بر پیچیدگی حفظ یک پارچگی پوسته و ساخت هواگرد افزود و موجب افزایش وزن آن شد. علاوه بر این یک مخزن سوخت نیز درون بدنه قرار گرفت. همانند طراحی سایر هواگردهای چند منظوره آلمانی، لازم بود که این هواگرد نقش بمب‌افکن شیرجه‌ای را به خوبی ایفا کند. قطعات ضخیم پوسته بال این هواگرد موجب می‌شد ترمزهای معمول شیرجه برای آن مناسب نباشد. بدین جهت نوع دیگری از ترمز هوایی در انتهای بدنه نصب شد که تا حدودی موجب شباهت آن به دورنیه دو ۲۱۷ گشت. هواگرد دو خدمه شامل خلبان و تیربارچی دم/بیسیم‌چی داشت که پشت‌به‌پشت می‌نشستند. اتاقک خلبان تحت فشار و به صورت یک پارچه با سازه بدنه هواگرد ساخته شد جهت حفظ فشار اتاقک مسلسل با استفاده از سامانه هدایت از راه دور، خارج از اتاقک در انتهای بدنه قرار گرفت. همه این موارد به افزایش وزن هواگرد انجامید که با توجه به بال‌های کوچک فشار زیادی (۳۳۰ کیلوگرم بر هر متر مربع) در مقایسه با سایر جنگنده‌های تک‌سرنشین (۱۰۰ کیلوگرم بر هر متر مربع) به آن‌ها وارد می‌کرد. ارابه فرود آر ۲۴۰ در قسمت جلو و دم به صورت جمع‌شونده به طرف عقب و در هر کدام به صورت دو چرخ طراحی شد. قسمت دُم دو تثبیت‌گر عمودی داشت.
پیش‌نمونه نخست (فاو-۱) روز ۲۵ ژوئن سال ۱۹۴۰ به پرواز درآمد. هواگرد در اثر گرم شدن بیش از حد موتور و ناپایداری در هر سه محور پروازی مشکلات جدی داشت و پرواز با آن دشوار بود. با تغییر پوسته موتور و نصب دیگر خنک‌کننده‌های روغن به زیر محفظه‌های موتور مسئله گرم شدن برطرف گشت. برای رفع مشکل عدم تعادل، تغییرات عمده‌ای در طراحی بدنه اعمال شد. طول بدنه ۱٫۲۵ متر افزایش یافت و قسمت متحرک بال نسبت به ضخامت آن در پیش‌نمونه دوم بیشتر شد. پیش‌نمونه دوم (فاو-۲) نخستین بار روز ۶ آوریل سال ۱۹۴۱ به هوا برخاست. فاو-۲ تنها مسلح به دو توپ خودکار ۲۰ میلی‌متری ام‌گه ۲۰/۱۵۱ در دماغه و دو مسلسل ۷٫۹۲ میلی‌متری ام‌گه ۱۷ در ریشه بال‌ها بود. در نتیجه مشکلات فرایند توسعه، مسلسل هدایت از راه دور دُم در دو پیش‌نمونه نخست نصب نشد. برای بهبود عملکرد پروازی، اتاقک خلبان از پیش‌نمونه سوم به دماغه منتقل گشت و دنباله مخروطی جدید دُم با باله‌های کوچک جایگزین ترمز دم پیشین شد. همچنین، هوازه‌های خودکار از لبه حمله بال‌ها حذف شد چرا که در سرعت پایین مزیتی نداشت. پیش‌نمونه سوم (فاو-۳) بهار سال ۱۹۴۱ پرواز کرد. این نخستین هواگرد بود که دو برجک دفاعی نوع اف‌آ ۱۳ مقرر شده توسط وزارت هوانوردی، داشت. در هر یک از این برجک‌ها یکی در سقف و دیگری در پشت کف اتاقک، یک جفت مسلسل ام‌گه ۸۱ست نصب شد. به هر صورت این سامانه تسلیحاتی چندین بار اصلاح گردید تا قابل استفاده شود. هنگام ارزیابی عملیاتی با اسکادران ۳ گروه شناسایی هوایی فرماندهی عالی لوفت‌وافه در تابستان سال ۱۹۴۱، مسلسل‌ها از برجک‌های دفاعی فاو-۳ باز و به جای آن دو دوربین نصب شد. پیش‌نمونه چهارم (فاو-۴) نخستین هواگرد با ترمز شیرجه عملیاتی، روز ۱۹ ژوئن به پرواز درآمد. در این هواگرد از دو موتور دایملر-بنتس دی‌ب ۶۰۳آ با توان ۱٬۷۵۰ اسب بخار (۱٬۳۰۵ کیلووات) استفاده شد. پیش‌نمونه‌های پنجم (فاو-۵) و ششم (فاو-۶) نیز به ترتیب نخستین پرواز خود را در ماه‌های دسامبر سال ۱۹۴۱ و ژانویه سال ۱۹۴۲ انجام دادند. در این دو پیش‌نمونه از سامانه ارتقا یافته اف‌آ ۱۳ با دو مسلسل ام‌گه ۱۳۱ با توان آتش بسیار بهتر، استفاده شد.
مدل آر ۲۴۰ب مجهز به موتور دایملر-بنتس دی‌ب ۶۰۵ بود. مدل آر ۲۴۰سی طول بال بلندتر و ترکیب‌های مختلفی از تسلیحات داشت. آرادو آر ۴۴۰ بر مبنای آر ۲۴۰ طراحی شد. پیش‌نمونه هر یک از آن‌ها تکمیل گردید و به پرواز درآمد.

## تولید
پس از تکمیل چند هواگرد پیش‌تولید، کارخانه آگ‌اُ در اوشرسلیبن موظف به تولید ۴۰ فروند دیگر از هواگرد آر ۲۴۰ شد. مدل آر ۲۴۰آ سال ۱۹۴۱ آماده تولید انبوه بود اما این فرایند به تاخیر افتاد. در این حال نخستین هواگردهای جت پا به عرصه گذاشتند. بدین شکل، ماه دسامبر سال ۱۹۴۲ برنامه تولید آر ۲۴۰ که دیگر ادامه کار بر روی آن مورد توجه نبود، به جهت تداوم مشکلات توسعه متوقف شد. آرادو مستقلانه پیش‌نمونه‌های هفتم تا دوازدهم را تا سال ۱۹۴۳ تولید کرد که موفقیت چندانی به دست نیاورد. بدین ترتیب آر ۲۴۰ هیچگاه فرا تر از مرحله پیش‌نمونه نرفت.
با این حال که آر ۲۴۰ هیچگاه به صورت گسترده تولید نشد اما از برخی نوآوری‌های آن از جمله تسلیحات دفاعی پیش‌نمونه‌های آخر بهره‌برداری شد.

## تاریخچه عملیاتی
استفاده رزمی از آر ۲۴۰ بسیار محدود بود. با این حال چند هواگرد به‌شکل غیررسمی در یگان‌های خط مقدم خدمت کردند. از پیش‌نمونه‌های سوم، پنجم و ششم بدون تسلیحات برای انجام عملیات شناسایی بر فزار انگلستان که هیچ هواگرد دیگری در آن زمان قادر به آن نبود، استفاده شد. چند هواگرد پیش‌تولید در یگان‌های رزمی همچون جناح ۵ شکاری در شمال فنلاند، خدمت کردند و پروازهای شناسایی در شوروی و ایتالیا انجام دادند.

## مشخصات فنی
آر ۲۴۰آ:
مشخصات عمومی

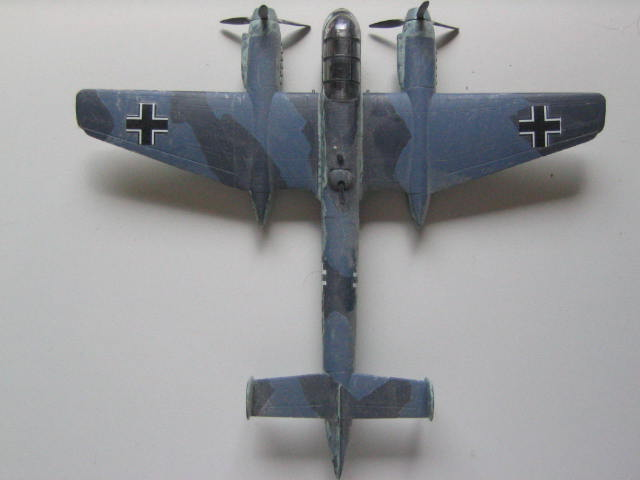

- خدمه: ۲ نفر (خلبان و تیربارچی دم)[نیازمند منبع]
- طول: ۱۲٫۸ متر
- طول بال: ۱۳٫۳۳ متر
- ارتفاع: ۳٫۹۵ متر
- مساحت بال: ۳۱٫۳ متر مربع
- وزن خالی: ۶٬۲۰۰ کیلوگرم
- حداکثر وزن هنگام برخاستن: ۹٬۴۵۰ کیلوگرم
- نیرومحرکه: ۲ × موتور خطی پیستونی دایملر-بنتس دی‌ب ۶۰۱ایی خنک‌شونده با مایع: هر یک ۱۱۷۵ اسب بخار (۸۷۷ کیلووات)
- ظرفیت سوخت: ۲۲۸۰ لیتر[نیازمند منبع]
- ملخ: سه‌تیغه فلزی[نیازمند منبع]

عملکرد
- حداکثر سرعت: ۶۲۰ کیلومتر بر ساعت در ۶٬۰۰۰ متری
- پایاسیر: ۵۵۵ کیلومتر بر ساعت در ۶٬۰۰۰ متری
- برد: ۲٬۰۰۰ کیلومتر
- سقف پرواز: ۱۰٬۵۰۰ متر
- سرعت اوج‌گیری: ۹ متر بر ثانیه، ۶٬۰۰۰ متری در ۱۱ دقیقه

تسلیحات
- ۲ × مسلسل ثابت ام‌گه ۱۷ با کالیبر ۷٫۹۲ میلی‌متر در ریشه بال‌ها شلیک‌کننده به جلو: ۵۰۰ گلوله
- ۲ × چفت مسلسل دفاعی متحرک ام‌گه ۸۱ست با کالیبر ۷٫۹۲ میلی‌متر در جایگاه‌های کف و سقف
- ۱۸۰۰ کیلوگرم بمب[نیازمند منبع]